# Hội chứng ruột kích thích
Hội chứng ruột kích thích bao gồm các triệu chứng như đau bụng, rối loạn nhu động ruột mà không phải do tổn thương ruột gây ra. Các triệu chứng này xảy ra trong thời gian dài, thường là nhiều năm. Hội chứng ruột kích thích được chia thành 4 nhóm chính là IBS-D (tiêu chảy), IBS-C(táo bón), IBS-M (vừa tiêu chảy, vừa táo bón), và IBS-U (Không tiêu chảy cũng không táo bón). Hội chứng ruột kích thích ảnh hưởng xấu đến chất lượng cuộc sống và có thể dẫn đến lỡ nhỡ việc đi học hay đi làm. Người bị hội chứng ruột kích thích thường gặp các rối loạn như lo âu, trầm cảm nặng, và hội chứng mệt mỏi mạn.
Các nguyên nhân của hội chứng ruột kích thích chưa rõ ràng. Các giả thuyết bao gồm các vấn đề về trục ruột-não, các vấn đề về sự phát triển quá mức vi khuẩn ruột non, các yếu tố di truyền, sự nhạy cảm thức ăn, và nhu động ruột. Đợt bệnh có thể là do một nhiễm trùng đường ruột, hay căng thẳng trong cuộc sống. Hội chứng ruột kích thích là một bệnh rối loạn ruột về chức năng. Chẩn đoán dựa trên các dấu hiệu và triệu chứng của bệnh. Các đặc điểm cần lưu ý gồm bệnh xảy ra ở bệnh nhân lớn tuổi, sụt cân, có máu trong phân, hay tiền sử gia đình có người mắc bệnh viêm ruột. Một số bệnh khác có triệu chứng tương tự như viêm ruột vi thể, bệnh viêm ruột, kém hấp thu axít mật, và ung thư đại trực tràng.
Đây là loại bệnh mạn nhưng lành tính, không gây nguy hiểm cho người bệnh. Dù không có biện pháp chữa trị cho hội chứng ruột kích thích IBS (Irritable bowel syndrome), nhưng có một số cách điều trị để làm giảm triệu chứng, bao gồm điều chỉnh chế độ ăn uống, thuốc, dùng lợi khuẩn và can thiệp tâm lý. Việc quan trọng là giúp bệnh nhân hiểu về bệnh và tuân thủ trong quá trình điều trị.
Khoảng 10 đến 15% dân số ở các nước đã phát triển được cho là bị ảnh hưởng ít nhiều bởi IBS. Bệnh thường gặp ở Nam Mỹ và hiếm gặp hơn ở Đông Nam Á. Bệnh nhân nữ đông gấp đôi bệnh nhân nam và thường xảy bệnh trước 45 tuổi. IBS có vẻ như tuổi càng cao càng hiếm gặp IBS không ảnh hưởng đến tuổi thọ dự đoán cũng như không dẫn đến các bệnh nghiêm trọng khác. Mô tả đầu tiên về bệnh là vào năm 1820, còn thuật ngữ "hội chứng ruột kích thích" được bắt đầu sử dụng vào năm 1944.

## Triệu chứng
Đây là loại bệnh rất khó chẩn đoán vì có nhiều triệu chứng liên quan đến các bệnh đường ruột khác như bệnh do ký sinh trùng đường ruột, viêm ruột, ung thư ruột,...
Hội chứng ruột kích thích IBS không dẫn đến những tình trạng nghiêm trọng trong hầu hết các bệnh nhân. Tuy nhiên, nó thường gây đau bụng trong thời gian dài, mệt mỏi, và các triệu chứng khác làm ảnh hưởng đến chất lượng cuộc sống của người bệnh. Các nhà nghiên cứu đã báo cáo rằng tỷ lệ mắc của IBS tăng cao, cùng với chi phí tăng, làm tăng chi phí của xã hội lên cao hơn. Đây cũng được coi là một bệnh mạn tính và ảnh hưởng đáng kể đến chất lượng cuộc sống của bệnh nhân.
Triệu chứng:
Tùy theo mỗi bệnh nhân mà có những triệu chứng khác nhau và nó có thể thay đổi theo thời gian.
Các triệu chứng có thể gặp là:
- Đau bụng hoặc bụng khó chịu, đầy bụng, sình hơi[24].
- Thay đổi số lần đi cầu, tính chất phân thay đổi.
- Tiêu chảy và táo bón thường xuyên.
- Buồn nôn, khó tiêu và có cảm giác có cục vướng ở họng[7][25].
- Đau lưng, mệt mỏi, khó ngủ và đau cơ. Một số nghiên cứu chỉ ra rằng có đến 60% người có IBS cũng bị rối loạn tâm lý, thường lo lắng hoặc trầm cảm[26].

## Phương pháp làm giảm triệu chứng
Các số liệu khoa học cho thấy nhiều phương pháp điều trị có hiệu quả, bao gồm chất xơ, trị liệu tâm lý, thuốc chống co thắt cơ và thuốc trị trầm cảm, cùng với dầu bạc hà.

### Chế độ ăn uống

#### FODMAP
FODMAPs là những loại carbohydrate chuỗi ngắn được hấp thụ kém trong ruột non. Một đánh giá hệ thống năm 2018 cho thấy mặc dù có bằng chứng về việc cải thiện triệu chứng IBS với chế độ ăn uống thấp FODMAP, nhưng bằng chứng này có chất lượng rất kém. Các triệu chứng có khả năng cải thiện nhiều nhất trên loại chế độ ăn này bao gồm tình trạng cấp bách, sưng bụng, đầy bụng, đau bụng và thay đổi trong việc đẩy phân. Một hướng dẫn quốc gia khuyên dùng chế độ ăn thấp FODMAP để quản lý IBS khi các biện pháp ăn uống và lối sống khác không thành công. Chế độ ăn này hạn chế các loại carbohydrate khác nhau không được hấp thụ tốt trong ruột non, cũng như fructose và lactose, mà cũng được hấp thụ kém trong những người bị không dung nạp chúng. Việc giảm lượng fructose và fructan đã được chứng minh là giảm triệu chứng IBS theo cách phụ thuộc vào liều lượng ở những người bị fructose malabsorption và IBS.
FODMAPs là những hợp chất carbohydrate ngắn chuỗi bao gồm oligo-, di-, monosaccharides và polyol, không được hấp thụ tốt trong ruột non và sau đó bị lên men bởi vi khuẩn ở ruột non cuối và ruột non gần ruột già. Đây là một hiện tượng bình thường, phổ biến ở mọi người. Sản xuất khí sau đó có thể gây ra sưng bụng và sưng bụng đầy hơi. Mặc dù FODMAP có thể gây ra một số khó chịu về tiêu hóa ở một số người, chúng không chỉ không gây viêm nhiễm ruột, mà còn giúp tránh việc này xảy ra, bởi vì chúng tạo ra sự thay đổi có lợi trong vi khuẩn ruột mà góp phần duy trì sức khỏe tốt cho ruột non. FODMAPs không phải là nguyên nhân gây ra hội chứng ruột kích thích hay các rối loạn tiêu hóa chức năng khác, mà thay vào đó, một người phát triển triệu chứng khi phản ứng ruột cơ bản bị cường điệu hoặc bất thường.
Chế độ ăn thấp FODMAP bao gồm việc hạn chế các chất này trong chế độ ăn. Chúng được giảm tổng thể, thay vì được hạn chế từng loại riêng lẻ, điều này thường hiệu quả hơn so với việc hạn chế chỉ fructose và fructan, cũng là FODMAPs, như được đề xuất cho những người có triệu chứng không dung nạp fructose.
Chế độ ăn thấp FODMAP có thể giúp cải thiện triệu chứng tiêu hóa trong ngắn hạn ở người trưởng thành có hội chứng ruột kích thích, nhưng theo dõi dài hạn có thể gây ra ảnh hưởng tiêu cực vì nó ảnh hưởng đến vi khuẩn ruột và metabolome. Nó chỉ nên được sử dụng trong thời gian ngắn và dưới sự hướng dẫn của một chuyên gia. Chế độ ăn thấp FODMAP hạn chế nhiều nhóm chất dinh dưỡng và có thể không thực tế để tuân thủ trong dài hạn. Cần thêm nghiên cứu để đánh giá tác động thực sự của chế độ ăn này đối với sức khỏe.
Ngoài ra, việc sử dụng chế độ ăn thấp FODMAP mà không xác minh chẩn đoán của IBS có thể dẫn đến sai lầm trong việc chẩn đoán các tình trạng khác như bệnh celiac. Vì việc tiêu thụ gluten bị hạn chế hoặc giảm đi trong chế độ ăn thấp FODMAP, sự cải thiện về triệu chứng tiêu hóa với chế độ ăn này có thể không liên quan đến việc loại bỏ FODMAPs, mà là do việc loại bỏ gluten, cho thấy sự tồn tại của bệnh celiac chưa được nhận diện, từ đó tránh việc chẩn đoán và điều trị đúng đắn, với nguy cơ gây ra nhiều biến chứng sức khỏe nghiêm trọng, bao gồm các loại ung thư khác nhau.

#### Chất xơ
Một số bằng chứng cho thấy việc bổ sung chất xơ tan trong thực phẩm (ví dụ, vỏ hạt bột) có hiệu quả. Chất xơ này hoạt động như một chất tạo độ đặc, và đối với nhiều người mắc IBS-D, giúp có một loại phân thường xuyên hơn. Đối với những người mắc IBS-C, có vẻ như nó giúp tạo ra một loại phân mềm hơn, ẩm ướt hơn, dễ đi qua hơn.
Tuy nhiên, chất xơ không tan (ví dụ, cám) không được tìm thấy có hiệu quả đối với IBS. Đối với một số người, việc bổ sung chất xơ không tan có thể làm trầm trọng thêm triệu chứng.
Chất xơ có thể có lợi cho những người có triệu chứng chủ yếu là táo bón. Đối với những người mắc IBS-C, chất xơ tan có thể giảm tổng triệu chứng nhưng không giảm đau. Các nghiên cứu hỗ trợ về chất xơ thực phẩm chứa những kết quả không nhất quán từ các nghiên cứu nhỏ phức tạp do sự đa dạng về loại chất xơ và liều lượng được sử dụng.

### Hoạt động thể chất
Các nghiên cứu gần đây đã chỉ ra các hiệu ứng có lợi tiềm năng của hoạt động thể chất đối với hội chứng ruột kích thích. Một số thử nghiệm ngẫu nhiên kiểm soát (RCT) đã chỉ ra hiệu quả có lợi của hoạt động thể chất đối với triệu chứng của IBS. Ba RCT đã chỉ ra sự cải thiện đáng kể trong Hệ thống Điểm Chấm Điểm Nghiêm Trọng Hội Chứng Ruột Kích Thích, trong khi 1 RCT chỉ ra sự cải thiện đáng kể chỉ trong triệu chứng táo bón. Trong bối cảnh này, hướng dẫn mới nhất của Hội Thần kinh tiêu hóa Anh về quản lý IBS đã nêu rõ rằng tất cả bệnh nhân mắc IBS nên được khuyến nghị tập thể dục thường xuyên (đề xuất mạnh mẽ, bằng chứng yếu), trong khi hướng dẫn của Học viện Tiêu hóa Hoa Kỳ đã đề xuất với một bằng chứng về độ tin cậy thấp hơn. Exercise is Medicine gần đây đã cung cấp các chỉ dẫn thực tế đơn giản dựa trên hướng dẫn của Tổ chức Y tế Thế giới, mà các bác sĩ nên tuân thủ khi kê đơn tập luyện. Như đã thể hiện trong các nghiên cứu trước đó, việc kê đơn thích hợp về hoạt động thể chất trong cuộc hẹn khám bệnh có thể cải thiện đáng kể sự tuân thủ của bệnh nhân và, dưới hình thức đó, dẫn đến lợi ích lâm sàng đáng kể cho triệu chứng của hội chứng ruột kích thích.

### Thuốc
Các loại thuốc có thể hữu ích bao gồm các chất kháng co giật như dicyclomine và thuốc chống trầm cảm. Cả hai loại thuốc kháng histamin H1 và kháng hiệu ứng ổ bào tử đã được chứng minh có hiệu quả trong việc giảm đau liên quan đến tính nhạy cảm của cơ quan nội tạng trong IBS.

#### Tác nhân serotonergic
Một số chất đối kháng 5-HT3 hoặc chất kích thích 5-HT4 đã được đề xuất lâm sàng để điều trị IBS loạn tiêu hóa và IBS loạn táo bón, tương ứng. Tuy nhiên, các tác dụng phụ nghiêm trọng đã dẫn đến việc rút thuốc này bởi Cơ quan Quản lý Thực phẩm và Dược phẩm và hiện nay được kê đơn dưới giao thức thuốc nghiên cứu khẩn cấp. Các loại thụ động 5-HT khác, như receptor 5-HT7, vẫn chưa được phát triển.

#### Thuốc nhuận tràng
Đối với những người không phản ứng đủ mạnh với chất xơ thực phẩm, thuốc tạo tiêu osmotic như polyethylene glycol, sorbitol, và lactulose có thể giúp tránh "ruột tạo tiêu" được liên kết với thuốc tạo tiêu kích thích. Lubiprostone là một chất tác động tiêu chất cơ quan tiêu hóa được sử dụng để điều trị IBS loạn tiêu hoá.

#### Thuốc chống co thắt
Việc sử dụng các loại thuốc giảm co bóp (ví dụ: các chất kháng cholinergic như hyoscyamine hoặc dicyclomine) có thể giúp những người bị co bóp hoặc tiêu chảy. Một phân tích tổng hợp của Hợp tác Cochrane kết luận rằng nếu bảy người được điều trị bằng các thuốc giảm co bóp, một trong số họ sẽ có lợi. Các loại thuốc giảm co bóp có thể được chia thành hai nhóm: neurotropics và musculotropics. Musculotropics, như mebeverine, tác động trực tiếp lên cơ trơn của đường tiêu hóa, giảm co bóp mà không ảnh hưởng đến sự di chuyển bình thường của ruột. Vì tác động này không được truyền tải bởi hệ thần kinh tự trị, nên các tác dụng phụ thường gặp của chất kháng cholinergic không xuất hiện. Chất giảm co bóp otilonium cũng có thể hữu ích.

#### Ngừng sử dụng các chất ức chế bom proton
Các chất ức chế bom proton (PPI) được sử dụng để làm giảm sự sản xuất axit dạ dày có thể gây ra sự tăng sinh vi khuẩn bên trong ruột non dạng ( phát triển quá mức của vi khuẩn đường ruột non - SIBO) dẫn đến triệu chứng IBS. Việc ngừng sử dụng PPI ở những người được chọn lọc đã được khuyến nghị vì nó có thể dẫn đến cải thiện hoặc giảm triệu chứng IBS.

### Phương pháp tâm lý
Có bằng chứng về hiệu quả của các phương pháp tâm lý học trong việc điều trị IBS, tuy chất lượng của các nghiên cứu không cao. Việc giảm căng thẳng có thể giúp giảm tần suất và mức độ nghiêm trọng của các triệu chứng IBS. Các kỹ thuật có thể hữu ích bao gồm việc tập thể dục đều đặn, như bơi lội, đi bộ hoặc chạy bộ.

### Kích thích dây thần kinh phế vị
Kích thích dây thần kinh phế vị  có tác dụng chống viêm và đang được nghiên cứu tích cực cho việc điều trị IBS.

### Thuốc thay thế
Một phân tích tổng hợp không tìm thấy lợi ích của xoa bóp so với giả dối đối với mức độ triệu chứng IBS hoặc chất lượng cuộc sống liên quan đến IBS.

## Chẩn đoán
1. Xét nghiệm máu
2. Siêu âm
3. X quang
4. Nội soi (cho kết quả chính xác nhất)

## Điều trị
1. Bệnh rất khó điều trị khỏi chủ yếu là sử dụng thuốc để làm giảm triệu chứng như thuốc chống tiêu chảy, táo bón hay giảm co thắt gây đau bụng.
2. Chế độ ăn uống hợp lý: ăn nhiều rau cải, tránh các loại thức ăn có nhiều dầu mỡ, cay chua và các loại thức ăn gây kích thích như rượu bia, cà phê, thuốc lá.
3. Tăng cường hoạt động thể thao, tránh thức khuya và giảm tình trạng stress.